# Municipio de Rose Hill (Carolina del Norte)
El municipio de Rose Hill (en inglés: Rose Hill Township) es un municipio ubicado en el  condado de Duplin en el estado estadounidense de Carolina del Norte. En el año 2010 tenía una población de 3.411 habitantes.

## Geografía
El municipio de Rose Hill se encuentra ubicado en las coordenadas 34°49′57.98″N 78°1′42.21″O / 34.8327722, -78.0283917.